# 씨족

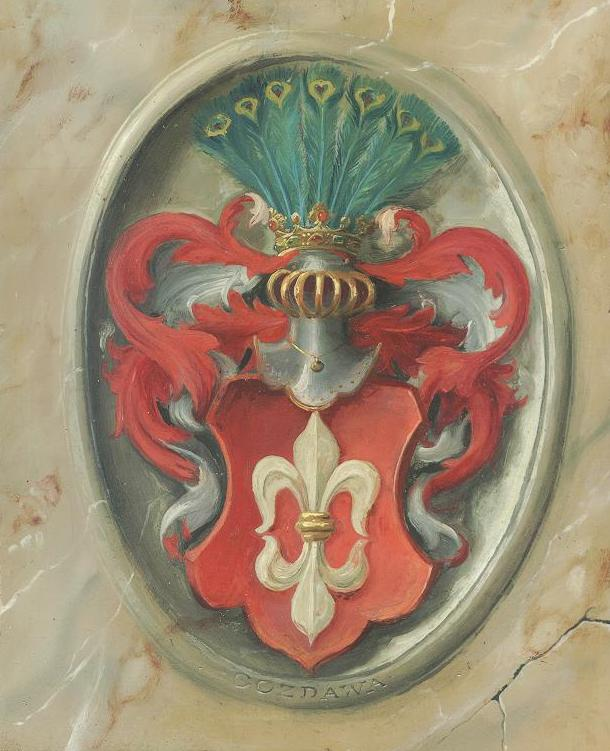

씨족(氏族, clan)은 조상이 같거나 같다고 여겨지는 혈연 공동체를 말한다. 그 구성원은 특별하고 밀접한 권리의무 관계에 있으며, 근친상간을 방지하기 위해 씨족 내에서는 결혼하는 일이 극히 드물다. 씨족 내 결혼을 하는 경우는 집안의 재산을 지키기 위해서인 경우가 많다. 지역적 단위에서는 흔히 마을을 이루기도 한다.
수렵·채집·어로의 채집 경제에서 농경 목축의 생산 경제로 이행하여 촌락이 형성되자 공동체는 군(群)에서 단계(單系) 혈연 집단(씨족)으로 변천했다고 한다.
토지(土地)는 씨족의 공동체에 의해서 점유되고, 씨족의 성원의 공동 노동에 의해서 경작되었다. 토지의 경작권은 드디어 씨족의 성원의 것이 되어 경작권이 상속된다.
씨족이 연합한 것이 부족이다. 씨족 사회를 묶는 인연은 혈연 관계이나, 지연적 관계도 처음부터 공존했던 것 같다. 씨족의 장이 모여서 평의회를 열어 전쟁이나 강화에 관해서 협의했다.

## 같이 보기
- 민족
- 부족
- 동족
- 친족
- 가족
- 종족
- 성씨
- 공동체
- 근친상간